# Cryptops rhodesianus
Cryptops rhodesianus är en mångfotingart som beskrevs av Carl Graf Attems 1928. Cryptops rhodesianus ingår i släktet Cryptops och familjen Cryptopidae.
Artens utbredningsområde är Zimbabwe.

## Underarter
Arten delas in i följande underarter:
- C. r. rhodesianus
- C. r. franzi